# FREE FALL
「FREE FALL」（フリー・フォール）は、CORNELIUS（小山田圭吾）が1998年に発表した、海外リリース・シングル第1作である。マタドール・レコードからリリースされており、国内ではシングル化されていない。また7インチレコードも同じくマタドールからリリースされている。

## 収録曲
1. FREE FALL
2. CLASH
3. BRAND NEW SEASON （GIANT EAR MIX）
4. TYPRITE LESSON

## 7インチレコード
A面
1. FREE FALL

B面
1. CLASH